# Académie nationale des arts et métiers de Breslau
Staatliche Akademie für Kunst und Kunstgewerbe Breslau  était une Kunstgewerbeschule qui exista à Breslau de 1876 à 1932.

## Anciens professeurs
- Robert Bednorz
- Wanda Bibrowicz (1904–1911)
- Albrecht Bräuer (1830–1897),
- Gertrude Daubert (1911)
- Paul Dobers
- August Endell (1918)
- Theodor von Gosen (1903–1932)
- Robert Härtel (1878)
- Karl Hanusch (1909–1922)
- Georg Paul Heyduck (1930–1932)
- Paul Holz (de) (ab 1925)
- Eduard Kaempffer (1895–1924)
- Alexander Kanoldt (1925–1931)
- Carlo Mense (à partir de 1925)

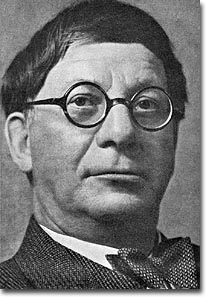
Hans Poelzig, directeur de 1900 0 1916

- Oskar Moll (1918–1932, directeur à partir de 1926)
- Johannes Molzahn (1928–1933)
- Otto Mueller (1919–1930)
- Georg Muche (1931–1932)
- Fryderyk Pautsch, 1912–1919
- Hans Poelzig (1900–1916)
- Hans Rossmann (1903–1912)
- Hans Scharoun (1925–1932)
- Hugo Scheinert (1902–1924)
- Oskar Schlemmer (1929–1932)
- Ignatius Taschner (1903)
- Josef Vinecky
- Li Vinecky-Thorn
- Albert Werner-Schwarzburg (1857–1911)
- Else Wislicenus
- Max Wislicenus

## Anciens élèves
- Otto Martin (1891/92)
- Heinrich Wolff (1891–1893)
- Emil Bartoschek (1925–1932)
- Willibald Besta (1905–1907)
- Alexander Camaro (1920–1925)
- Hans Bimler (1887)
- Hertha Degn (1929–1931)
- Hermann Diesener (1920–1930)
- Fritz Erler (ab 1886)
- Johnny Friedlaender (1928–1930)
- Max Friese
- Hans Hacker
- Moritz Hadda (1911–1913)
- Gerhart Hauptmann (1880–1882)
- Gerhart Hein (1929–1932)

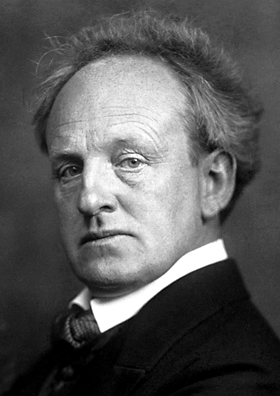
Gerhart Hauptmann

- Georg Paul Heyduck 1913–1916 und 1919–1921
- Helmut Hofmann
- Willy Jaeckel (1906–1908)
- Elisabeth Jaspersen (1924–?)
- Walther Kohlhase (1928–1931)
- Hanna Koschinsky (bis 1904)
- Margarete Knüppelholz-Roeser (1886-1949)
- Heinrich Lauterbach (ab 1911)
- Hans Leistikow
- Arnold Lyongrün
- Ludwig Meidner (1903–1905)
- Gerhard Neumann (1925–1927)
- Hans Emil Oberländer (1909–1914)
- Paul Plontke (1900–1902)
- Herbert Sandberg (1925–1926)
- Hermann Schmiechen (1872–1873)
- Georg Schubert (ab 1923)
- Ernst Seger (ab 1884)
- Horst Strempel (1923–1927)
- Helmut Thoma (1930–1932)
- Willi Ulfig (1931–1932)
- Walter Herzberg (1923–1925)
- Willy Exel (1910–1912)
- Trude Rosner-Kasowski

## Sources
- Kornelia von Berswordt-Wallrabe (Hrsg.): Von Otto Müller bis Oskar Schlemmer. Künstler der Breslauer Akademie. Experiment, Erfahrung, Erinnerung. Staatliches Museum Schwerin, Schwerin 2002,  (ISBN 3-86106-076-0) (Ausstellungskatalog).
- Johanna Brade: Werkstätten der Moderne. Lehrer und Schüler der Breslauer Akademie 1903–1932. Stekovics, Halle an der Saale 2004,  (ISBN 3-89923-061-2) (Ausstellungskatalog).
- Johanna Brade: Zwischen Künstlerbohème und Wirtschaftskrise. Otto Müller als Professor der Breslauer Akademie 1919–1930. Oettel, Görlitz u. a. 2004,  (ISBN 3-932693-84-1).
- Petra Hölscher: Die Akademie für Kunst und Kunstgewerbe zu Breslau. Wege einer Kunstschule 1791–1932 (= Bau + Kunst. Schleswig-holsteinische Schriften zur Kunstgeschichte, 5) Ludwig, Kiel 2003,  (ISBN 3-933598-50-8). (zugl. Dissertation, Universität Kiel, 1997.) Das Inhaltsverzeichnis steht online, z. B. bei Deutsche Nationalbibliothek.